# Legislatura 2000-2004 (Senat)
Această listă descrie componența Senatului României în legislatura: 2000-2004, în funcție de județul în care au candidat.

## Legislatura 2000 - 2004
| Nume și Prenume              | Județ           | Partid      |
| ---------------------------- | --------------- | ----------- |
| Cornel Filipescu             | Alba            | PD          |
| Ioan Paștiu                  | Alba            | PRM         |
| Dorel-Constantin Onaca       | Arad            | PRM         |
| Avram Crăciun                | Arad            | PSD         |
| Sergiu Florin Nicolaescu     | Arad            | PSD         |
| Radu Vasile                  | Argeș           | PD          |
| Mihai Ungheanu               | Argeș           | PRM         |
| Ion Mihăilescu               | Argeș           | PSD         |
| Constantin Nicolescu         | Argeș           | PSD         |
| Nicolae Văcăroiu             | Argeș           | PSD         |
| Sergiu Sechelariu            | Bacău           |             |
| Dan Avram                    | Bacău           | PNL         |
| Dan Constantinescu           | Bacău           | PNL         |
| Ilie Ilașcu                  | Bacău           | PRM         |
| Vasile Cautiș                | Bacău           | PSD         |
| Octavian Opriș               | Bacău           | PSD         |
| Emilian Prichici             | Bacău           | PSD         |
| Melu Voinea                  | Bacău           | PSD         |
| Liviu Maior                  | Bihor           |             |
| Vasile Duță                  | Bihor           | independent |
| Ștefan Gheorghe Mărgineanu   | Bihor           | PRM         |
| Doina Bunea                  | Bihor           | PSD         |
| Teodor Maghiar               | Bihor           | PSD         |
| Ștefan Pete                  | Bihor           | UDMR        |
| George-Mihail Pruteanu       | Bistrița-Năsăud | PRM         |
| Ioan Aurel Rus               | Bistrița-Năsăud | PRM         |
| Dumitru Codreanu             | Botoșani        | PRM         |
| Octav Cozmâncă               | Botoșani        | PSD         |
| Nelu Pujină                  | Botoșani        | PSD         |
| Nicolae-Vlad Popa            | Brașov          | PNL         |
| Nicolae-Marian Iorga         | Brașov          | PRM         |
| Ioan Cristolovean            | Brașov          | PSD         |
| Ion Seche                    | Brașov          | PSD         |
| Ionel Alexandru              | Brăila          | PRM         |
| Viorel Balcan                | Brăila          | PSD         |
| Oliviu Gherman               | București       |             |
| Petre Roman                  | București       | independent |
| Radu Alexandru Feldman       | București       | PNL         |
| Alexandru Paleologu          | București       | PNL         |
| Angela Mihaela Bălan         | București       | PRM         |
| Eugeniu Constantin Florescu  | București       | PRM         |
| Corneliu Vadim Tudor         | București       | PRM         |
| Constantin Alexa             | București       | PSD         |
| Alexandru Athanasiu          | București       | PSD         |
| Avram Filipaș                | București       | PSD         |
| Sorin Mircea Oprescu         | București       | PSD         |
| Ioan Pop de Popa             | București       | PSD         |
| Laurențiu Mircea Popescu     | București       | PSD         |
| Nora Cecilia Rebreanu        | București       | PSD         |
| Florin Rotaru                | București       | PSD         |
| Eugen-Marius Constantinescu  | Buzău           | independent |
| Triță Făniță                 | Buzău           | PSD         |
| Constantin Toma              | Buzău           | PSD         |
| Ioan Guga                    | Caraș-Severin   | PSD         |
| Ion Vela                     | Caraș-Severin   | PSD         |
| Doru Ioan Tărăcilă           | Călărași        | PSD         |
| Borbala Vajda                | Călărași        | UDMR        |
| Iuliu Păcurariu              | Cluj            | PD          |
| Norica Nicolai               | Cluj            | PNL         |
| Viorel Dumitrescu            | Cluj            | PRM         |
| Grigore Zanc                 | Cluj            | PSD         |
| Peter Eckstein-Kovacs        | Cluj            | UDMR        |
| Traian Rece                  | Constanța       | independent |
| Mircea Teodor Iustian        | Constanța       | PNL         |
| Ion Cârciumaru               | Constanța       | PRM         |
| Dan Nicolae Rahău            | Constanța       | PRM         |
| Viorel Marian Pană           | Constanța       | PSD         |
| Csaba Nemeth                 | Covasna         | UDMR        |
| Valentin-Zoltan Puskas       | Covasna         | UDMR        |
| Vasile Horga                 | Dâmbovița       | PRM         |
| Marin Dinu                   | Dâmbovița       | PSD         |
| Traian Novolan               | Dâmbovița       | PSD         |
| Mihail Lupoi                 | Dolj            | PRM         |
| Maria Antoaneta Dobrescu     | Dolj            | PSD         |
| Adrian Păunescu              | Dolj            | PSD         |
| Ion Predescu                 | Dolj            | PSD         |
| Constantin Radu              | Dolj            | PSD         |
| Constantin Dilly Șerbănoiu   | Dolj            | PSD         |
| Paul Păcuraru                | Galați          | PNL         |
| Carol Dina                   | Galați          | PRM         |
| Ilie Plătică-Vidovici        | Galați          | PSD         |
| Viorel Ștefan                | Galați          | PSD         |
| Aurel Pană                   | Giurgiu         | PD          |
| Niculae Sin                  | Giurgiu         | PSD         |
| Alexandru Nicolae Mischie    | Gorj            |             |
| Ilie Petrescu                | Gorj            | PRM         |
| Ion Hîrsu                    | Gorj            | PSD         |
| Csaba Sogor                  | Harghita        | UDMR        |
| Attila Verestoy              | Harghita        | UDMR        |
| Ioan Belu                    | Hunedoara       | PRM         |
| Mircea Nedelcu               | Hunedoara       | PRM         |
| Ion Iliescu                  | Hunedoara       | PSD         |
| Maria Petre                  | Ialomița        | PD          |
| Elena Sporea                 | Ialomița        | PSD         |
| Gheorghe Buzatu              | Iași            | PRM         |
| Alin Theodor Ciocârlie       | Iași            | PSD         |
| Vasile Mocanu                | Iași            | PSD         |
| Ion Solcanu                  | Iași            | PSD         |
| Emil Răzvan Theodorescu      | Iași            | PSD         |
| Constantin Bălălău           | Ilfov           | PD          |
| Dumitru Dan                  | Ilfov           | PD          |
| Doru Laurian Bădulescu       | Ilfov           | PSD         |
| Ioan Buraga                  | Ilfov           | PSD         |
| Nicolae Rovinaru             | Ilfov           | PSD         |
| Liviu-Doru Bindea            | Maramureș       | PRM         |
| Maria Ciocan                 | Maramureș       | PRM         |
| Mircea Mihordea              | Maramureș       | PRM         |
| Ion Sârbulescu               | Mehedinți       | PNL         |
| Ion Honcescu                 | Mehedinți       | PSD         |
| Dumitru Petru Pop            | Mureș           | PRM         |
| Ioan Nicolaescu              | Mureș           | PSD         |
| Gyorgy Frunda                | Mureș           | UDMR        |
| Bela Marko                   | Mureș           | UDMR        |
| Alexandru-Radu Timofte       | Neamț           |             |
| Dumitru Badea                | Neamț           | PRM         |
| Iosif Balint                 | Neamț           | PRM         |
| Tudor-Marius Munteanu        | Neamț           | PSD         |
| Rodica Șelaru                | Neamț           | PSD         |
| Sorin Adrian Vornicu         | Neamț           | PSD         |
| Jenel Copilău                | Olt             |             |
| Rodica Mihaela Stănoiu       | Olt             |             |
| Gheorghe Zlăvog              | Olt             | PRM         |
| Aureliu Leca                 | Olt             | PSD         |
| Dumitru Nica                 | Olt             | PSD         |
| Romeo Octavian Hanganu       | Prahova         | PD          |
| Mircea Ionescu-Quintus       | Prahova         | PNL         |
| Constantin Găucan            | Prahova         | PRM         |
| Victor Apostolache           | Prahova         | PSD         |
| Antonie Iorgovan             | Prahova         | PSD         |
| Alexandru Kereskenyi         | Satu Mare       | UDMR        |
| Károly Ferenc Szabó          | Satu Mare       | UDMR        |
| Corin Penciuc                | Sălaj           | PNL         |
| Denes Seres                  | Sălaj           | UDMR        |
| Tiberiu Simion Buza          | Sibiu           | PNL         |
| Hermann Armeniu Fabini       | Sibiu           | PNL         |
| Aron Belașcu                 | Sibiu           | PRM         |
| Dionisie Bucur               | Sibiu           | PSD         |
| Gheorghe Flutur              | Suceava         | PNL         |
| Gheorghe Acatrinei           | Suceava         | PRM         |
| Mihai Radu Pricop            | Suceava         | PSD         |
| Ghiorghi Prisăcaru           | Suceava         | PSD         |
| Constantin Bîciu             | Teleorman       | PRM         |
| Ion Gogoi                    | Teleorman       | PSD         |
| Dan Mircea Popescu           | Teleorman       | PSD         |
| Păun-Ion Otiman              | Timiș           | PNL         |
| Valentin Dinescu             | Timiș           | PRM         |
| Ion Marcu                    | Timiș           | PRM         |
| Viorel Matei                 | Timiș           | PSD         |
| Victor Andrei                | Tulcea          | PRM         |
| Gheorghe Bunduc              | Tulcea          | PRM         |
| Florin Hrițcu                | Tulcea          | PSD         |
| Valentin Ciocan              | Vâlcea          | PRM         |
| Nicolae Pătru                | Vâlcea          | PRM         |
| Șerban Alexandru Brădișteanu | Vâlcea          | PSD         |
| Vintilă Matei                | Vâlcea          | PSD         |
| Corneliu Bichineț            | Vaslui          | PRM         |
| Vasile Ofileanu              | Vaslui          | PRM         |
| Gheorghe Hoha                | Vaslui          | PSD         |
| Aristide Roibu               | Vaslui          | PSD         |
| Constantin Buză              | Vrancea         |             |
| Simona Anamaria Marinescu    | Vrancea         | PSD         |
| Fevronia Stoica              | Vrancea         | PSD         |